# Most

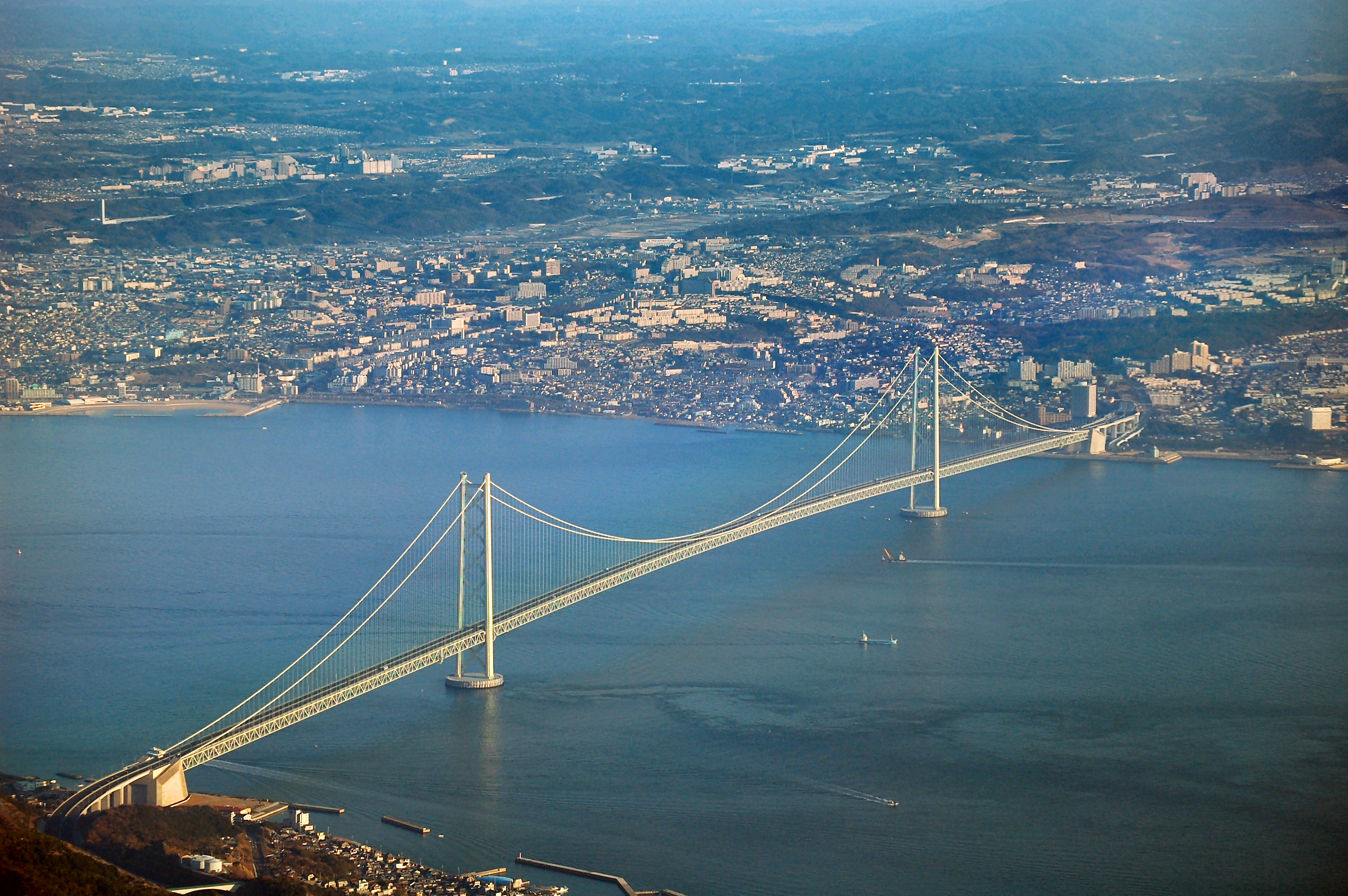
Most Akaši-Kaikjó v Japonsku, visutý most s druhým největším rozpětím na světě

Most je dopravní stavba, která převádí pěší, silniční nebo železniční cestu případně vodní tok, přes překážku, kterou může být například vodní plocha (řeka, potok, moře, jezero), terénní nerovnost (údolí, rokle, strž) nebo jiná komunikace. V současnosti se za most považuje překlenutí překážky delší než 2,0 m. Kratší je považováno za propustek.

## Historie

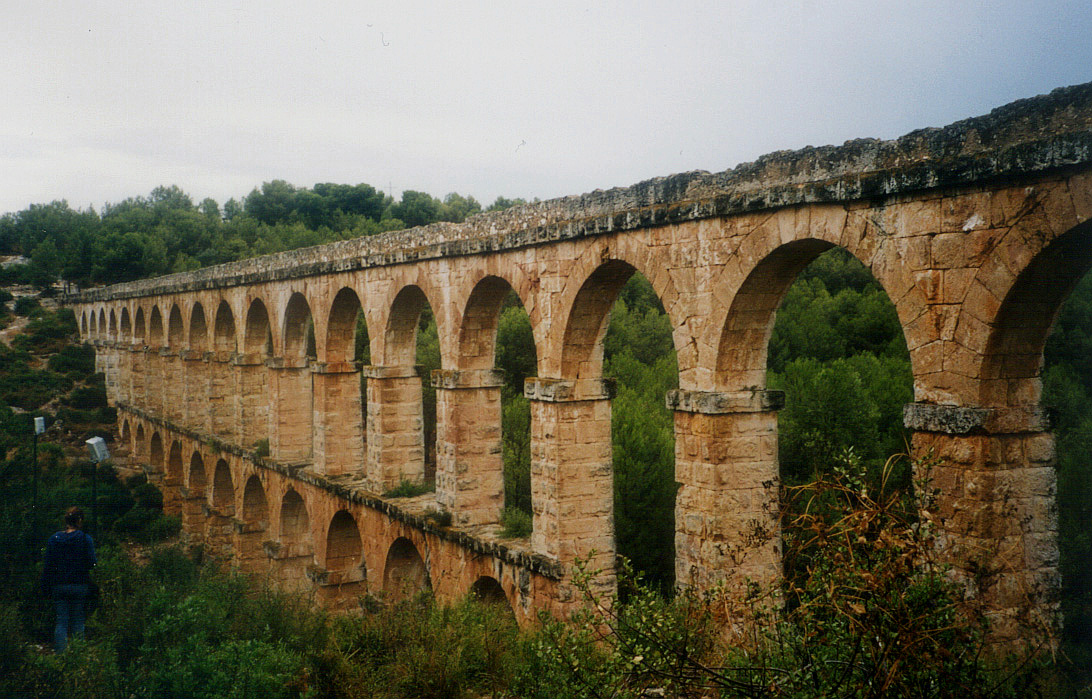
Římský akvadukt u Tarragony ve Španělsku

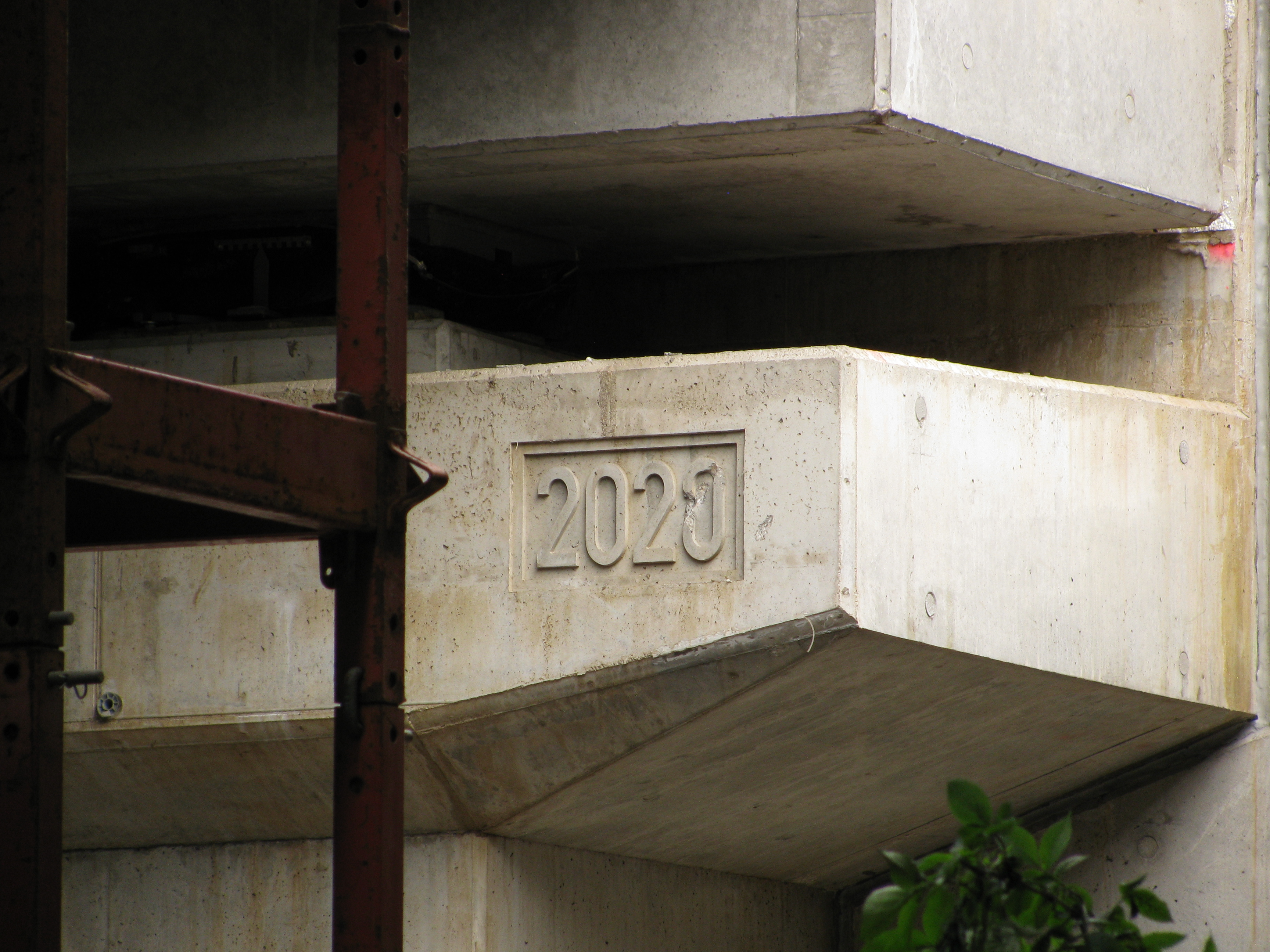
Označení roku dokončení mostu

Prvními mosty byly kmeny stromů spadlých přes vodní toky či jiné překážky. Později toho člověk využil pro výstavbu vlastního přemostění z kmenů poražených stromů. A zlepšování technologií obrábění dřeva umožnilo člověku stavět již soudobé mostní konstrukce. Po dřevěných kládách a opracovaných trámech položených přes překážku, byly stavěny mosty delší, které využívaly kamenné pilíře. V některých oblastech byly dostupnějším materiálem liány, ze kterých se stavěly tzv. visuté mosty, např. Incká říše.
V římské říši znali klenbu, která je jedním ze základních stavebních prvků nejenom kamenných mostů. V blízkosti velkých měst se stavěly akvadukty (některé z těchto staveb stojí dodnes). Po pádu říše stavitelé v nástupnických státech snažili navázat na římské znalosti. Románské mosty přímo vycházely z římských vzorů. Problém byl v úpadku předávání systematických znalostí (srovnej: pád Západořímské říše r. 476 a první univerzita v Boloni r. 1088). Nástup gotiky a rozvoj mocných království konstrukci mostu zdokonalil. Mosty se stavěly s většími oblouky (z této doby pochází nejstarší mosty v ČR). S nástupem renesance a s růstem vzdělanosti došlo k dalšímu vývoji. Pont Neuf v Paříži byl postaven v 16. století bez tradičního zastřešení a byl osazen i chodníky.
Velké změny ve stavbě mostů přinesla industrializace. Rozvoj železnice zvýšil poptávku po těchto stavbách, které musely být levnější a odolnější. Nejprve se stavěly ještě mosty dřevěné a viadukty z kamene a cihel. Postupně byla stále více využívána litina. První most z litiny nazývaný Iron Bridge, byl postaven roku 1779 přes řeku Severn v Anglii. Jakmile se zdokonalila výroba oceli, začaly se stavět mosty ocelové. Velká poptávka po železničních mostech vedla k tovární výrobě ze standardizovaných dílů (typicky prvky příhradových nosníků).
V 19. století a 20. století dosáhla ocel takové pevnosti, že mohly být budovány mosty řetězové a lanové o velkých rozpětích.
Ve 20. století byl pro konstrukci mostů a viaduktů rozhodující beton, železobeton a předpjatý beton.
Ve 21. století byl také poprvé použitý 3D tisk pro výrobu mostů

## Typy mostů

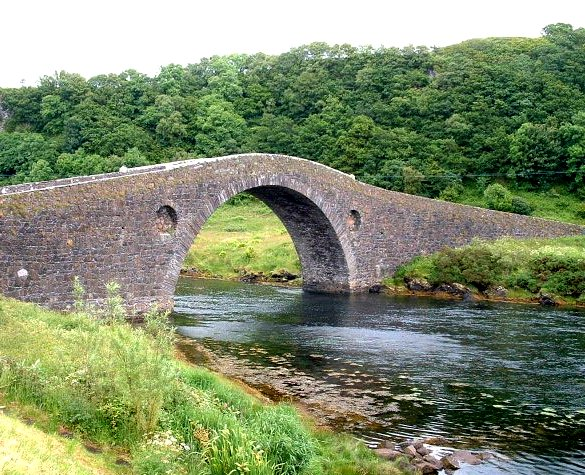
Clachan Bridge mezi pobřežím Skotska a ostrovem Seil

Příčný řez betonovým komorovým mostem

### Podle druhu mostního objektu
Mezi mostní objekty řadíme:
- mosty
- propustky (kolmá světlost mostního otvoru 0,4–2,0 m)
- lávka – most sloužící chodcům či cyklistům

### Podle konstrukce
Prvními mosty byly nejspíše vhodně položené kmeny dostatečné tloušťky – most tohoto druhu je označován jako trám. Prostě uložený trám je namáhán současně tlakem (při horním povrchu) a tahem (při spodním povrchu) – neboli ohybem. Střední část průřezu trámu je namáhána méně, proto se zde může ušetřit materiál. (Příkladem je válcovaný nebo svařovaný nosník tvaru I nebo nerovnoměrné rozdělení výztuže v železobetonu). Trám se často kombinuje s ostatními konstrukcemi mostů, aby se zvýšila tuhost konstrukce. Příkladem může být komorový nosník.
Z přírodních materiálů lze na vhodných místech postavit i visutý most, který však vyžaduje dostatečné zakotvení na obou koncích. Lano mostu je namáháno výhradně tahem.
Třetí ze základních mostních konstrukcí je klenba (oblouk). V optimálním případě je klenba namáhána pouze tlakem, v praxi ovšem při nerovnoměrném zatížení nutně dojde i k namáhání tahem. Smělost (plochost) klenby se měří velikostí vodorovné síly (druhá mocnina rozpětí dělená vzepětím klenby, v metrech).
Mosty rozlišujeme podle konstrukce na:
- konzolový most
- visutý most
- obloukový most
- zavěšený most
- extradosed
- trámový most
  - vzpěradlový most
  - vzpínadlový most
  - věšadlový most
- deskový most
- integrovaný most

### Podle použitého materiálu
- dřevěné (trám, věšadlo, vzpěradlo, oblouk)
- kamenné (klenba)
- obecně kovové – dříve litinové, nyní netradičně hliníkové
- ocelové (trám – příhradový nebo plnostěnný nosník, oblouk, visutý či zavěšený most)
- ocelobetonové – na ocelové trámové nosníky se vybetonuje mostovka
- betonové
  - z prostého betonu (klenba)
  - ze železobetonu (klenba, trám)
  - z předpjatého betonu (trám)
- plast (kompozitní materiál)

### Podle účelu
- drážní mosty
  - železniční
  - tramvajový most
  - most metra a mosty ostatních drah
- mosty pozemních komunikací
  - silniční
  - dálniční
  - mosty ostatních pozemních komunikací
- vodohospodářské mosty
  - akvadukty
- přechody pro zvěř (nazývané např. ekodukty)
- průmyslové mosty (dopravníky nebo inženýrské sítě např. potrubní a kabelové lávky apod.)

### Podle překračované překážky
- mosty přes komunikaci (pozemní komunikaci či dráhu)
- mosty přes vodní plochu či vodní tok, inundační mosty
- mosty přes zastavěné území
- mosty přes terénní překážku

### Podle stavu
- nepohyblivý most
- pohyblivý most
- plovoucí most
- trvalý most
- zatímní / dočasný most – mostní provizorium

### Podle úhlu křížení překážky
- kolmý most
- šikmý most

### Podle výšky
Mosty lze rozdělit podle výšky mostovky na:
- vysokovodní most – umožňuje provádět vodní dopravu pod mostem
- nízkovodní most – neumožňuje provádět vodní dopravu pod mostem

## Části mostu
- spodní stavba – mostní opěra, mostní křídla, mostní pilíř, rozražeč vody, ledolam
- nosná konstrukce – hlavní nosná konstrukce – oblouk, nosníky (příčníky, podélníky), závěsy, mostovka, mostní ložisko, mostní závěr
- mostní svršek
- vybavení – zábradlí, svodidla, osvětlení, odvodnění, ledolam
- předpolí resp. předmostí

## Pohyblivé mosty

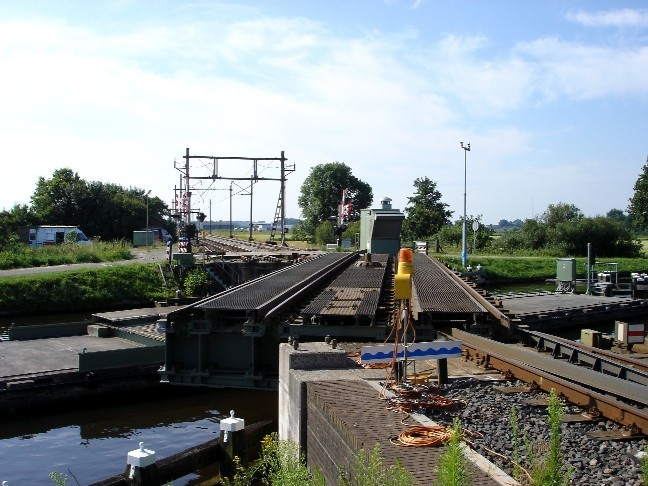
Otočný most na okraji Meppelu (Holandsko)

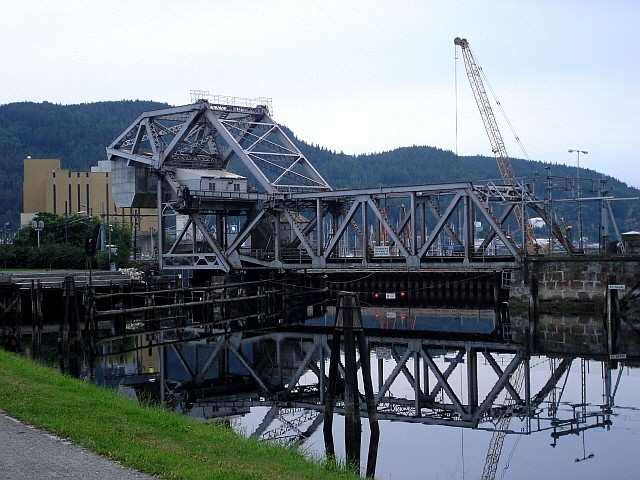
Sklápěcí Skansenský most v Trondheimu (Norsko)

V minulosti měly pohyblivé mosty (zejména padací) převážně obranný účel (přerušení cesty útočníkům). V současné době se pohyblivý most staví většinou tehdy, jestliže překonává vodní tok sloužící jako vodní cesta a nebylo by možné nebo efektivní jej stavět tak vysoký, aby s lodní dopravou nekolidoval.
- sklopný most se buď celý nebo po polovinách sklopí do téměř svislé polohy podle vodorovného čepu na opěře nebo pilíři. Známým mostem tohoto typu je Tower Bridge v Londýně. Sklápěcí mosty jsou také typické pro Nizozemsko. Sklápěcí mosty se ale vyskytují v i mnoha dalších, zejména přístavních, městech (např. mosty v Hamburku, Amsterodamu,Petrohradu, a dalších).
  - příklad: sklápěcí železniční Skansenský most v Norsku ve městě Trondheim
- otočný most má na jedné straně svislý otočný čep, podle kterého se most natočí po směru řeky nebo je most vyvážený a otáčí se na středovém pilíři.
  - příklad: otočný železniční most v Nizozemsku na okraji města Meppel
- zásuvný most: část mostovky nad trasou plavidel se zasune pod části mostovky u kraje vodního toku.
- zvedací (výtahový) most: příslušný díl mostovky se zvedne svislým pohybem
- ponorný most: mostovka klesne svislým pohybem pod hladinu pod plavební profil
- skládací most: mostovka se složí směrem k jednomu z předmostí
- svinovací most: mostovka se sroluje směrem k jednomu z předmostí
- naklápěcí most (lávka): v základním stavu má mostovka tvar stranového oblouku; před průjezdem lodí se sklopí tak, že oblouk se zvedne nahoru

Zvláštními typy mobilních mostů jsou:
- pontonový most: je tvořen plováky (pontony) nebo na nich položen; má uplatnění například při havarijních situacích (poškození stálého mostu), pro operativní vojenské účely atd.
- mostní dopravník neboli gondolový most funguje na podobném principu jako lanovka

Některé konstrukce pohyblivých mostů

## Nejdelší mosty světa
Nejdelší most na moři se nachází v Číně a je dlouhý 36 kilometrů. Spojuje přístavy Šanghaj a Ning-po. Čínský most je jen o 2,4 kilometru kratší než vůbec nejdelší most na světě, který se nachází nad jezerem Pontchartrain v americkém státě Louisiana, ten měří 38,422 kilometru.

## Známé mosty

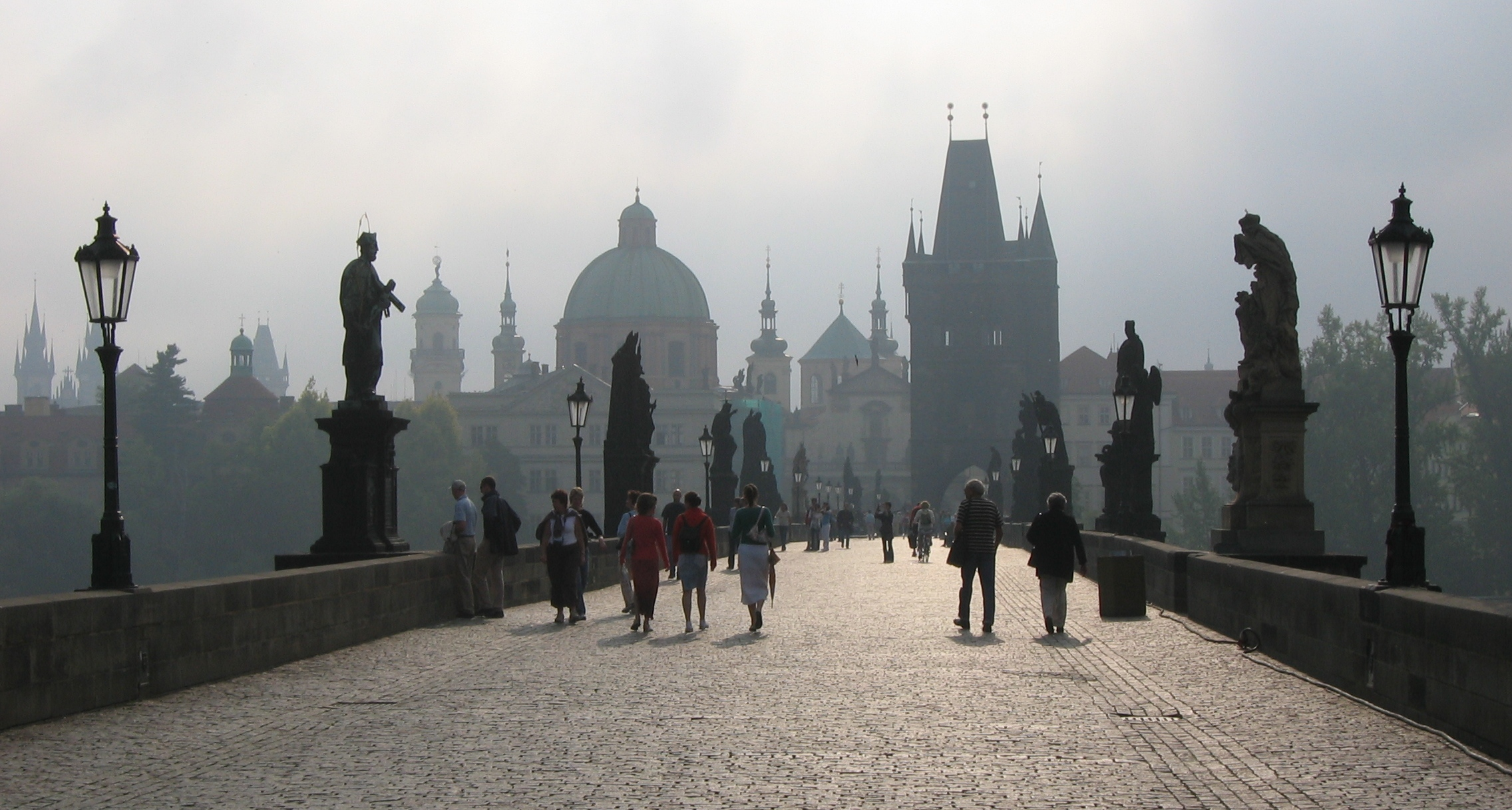
Karlův most v Praze

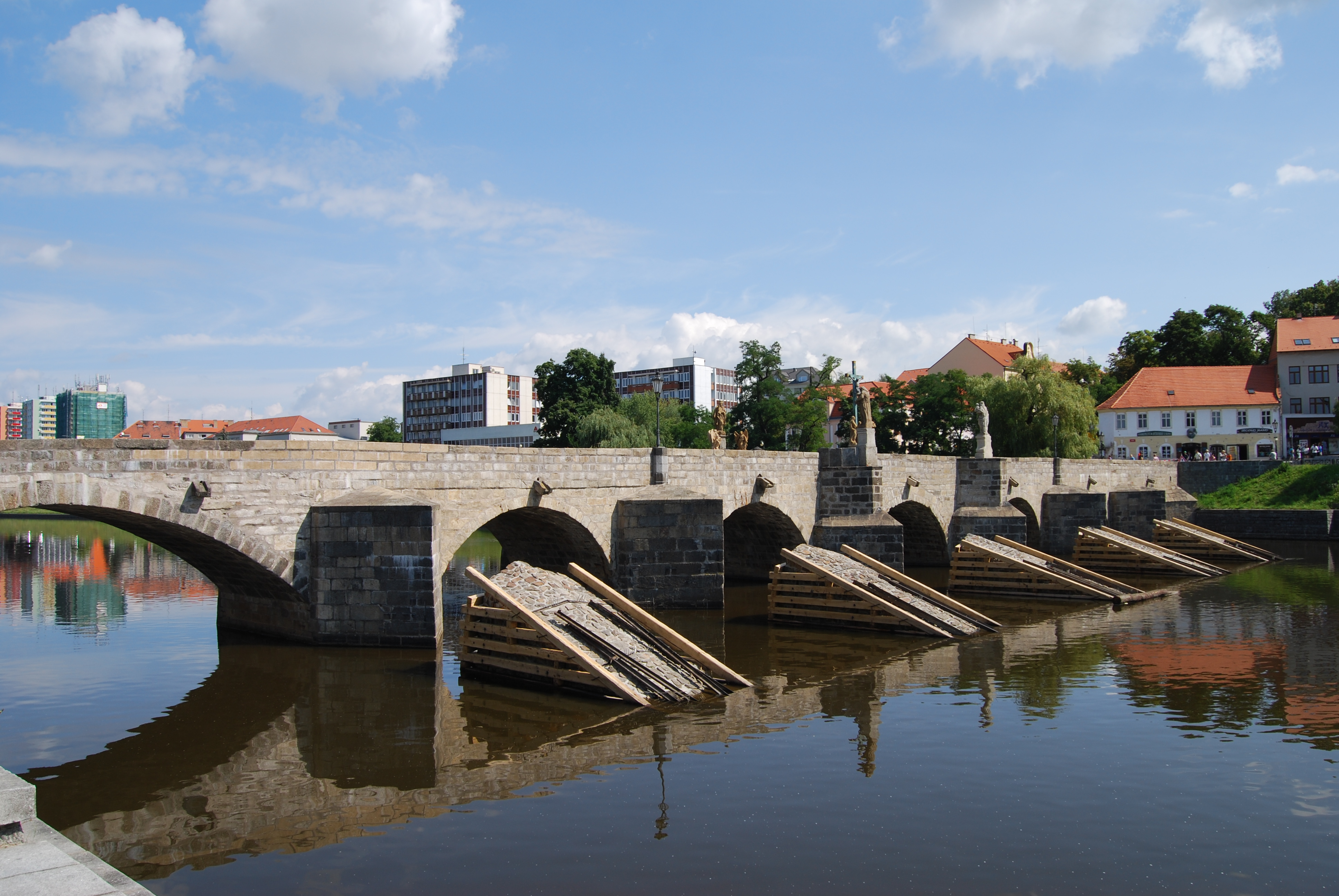
Most v Písku s pilíři opatřenými břitem a chráněnými ledolamy

### V České republice
- Barrandovský most
- Branický most (tzv. most Inteligence) v Praze
- Dálniční most Vysočina ve Velkém Meziříčí
- Duhový most v Bechyni
- Hranické viadukty
- Karlův most
- Kamenný most v Písku
- Mariánský most v Ústí nad Labem
- Most v Roudnici nad Labem
- Negrelliho viadukt
- Nuselský most
- Stádlecký řetězový most
- Staroměstský most v Děčíně
- Žďákovský most

### Ve světě
- Avignonský most
- Brooklynský most v New Yorku
- Fehmarnsundský most v Německu
- Forth Bridge ve Skotsku

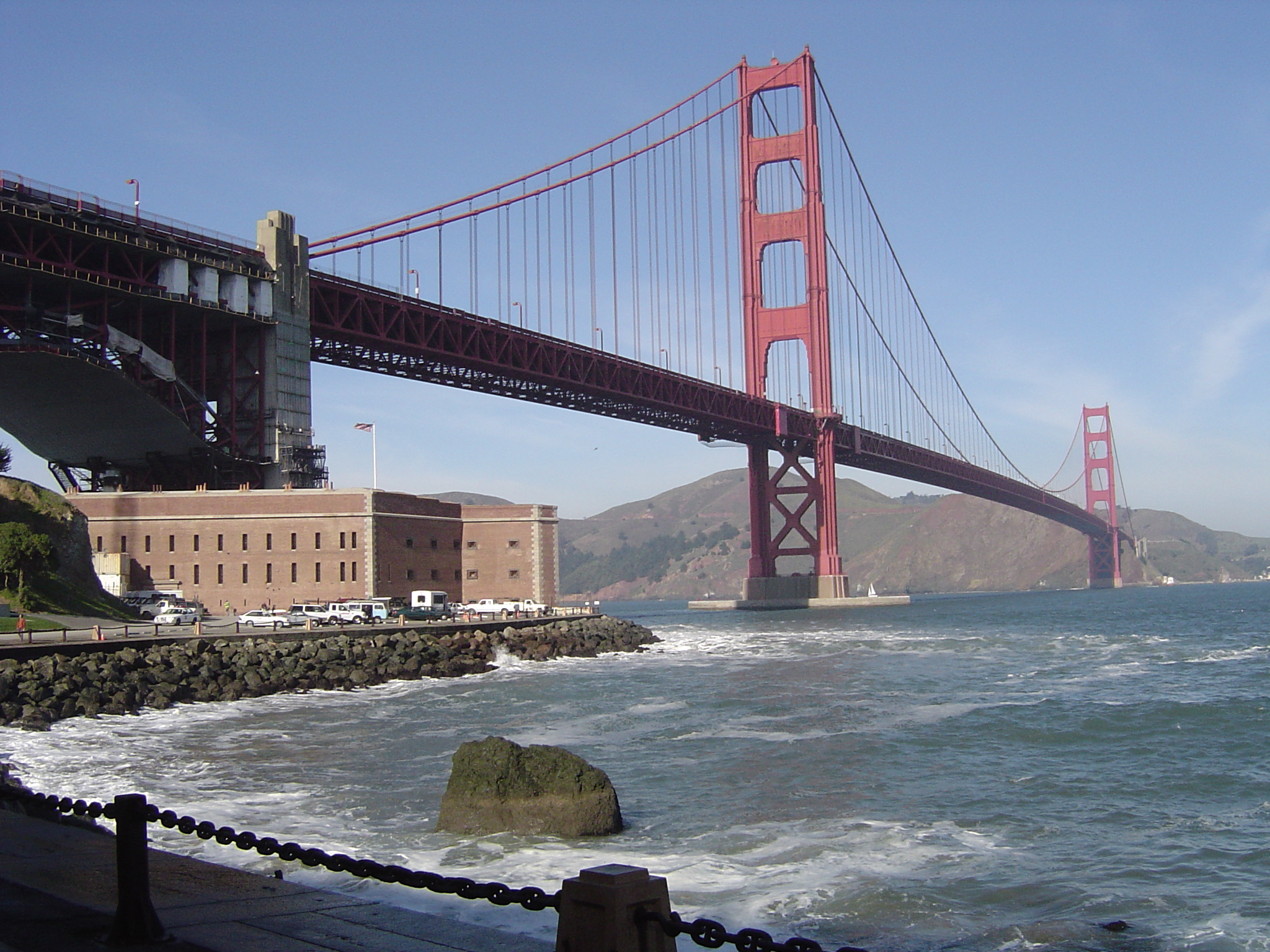
Golden Gate

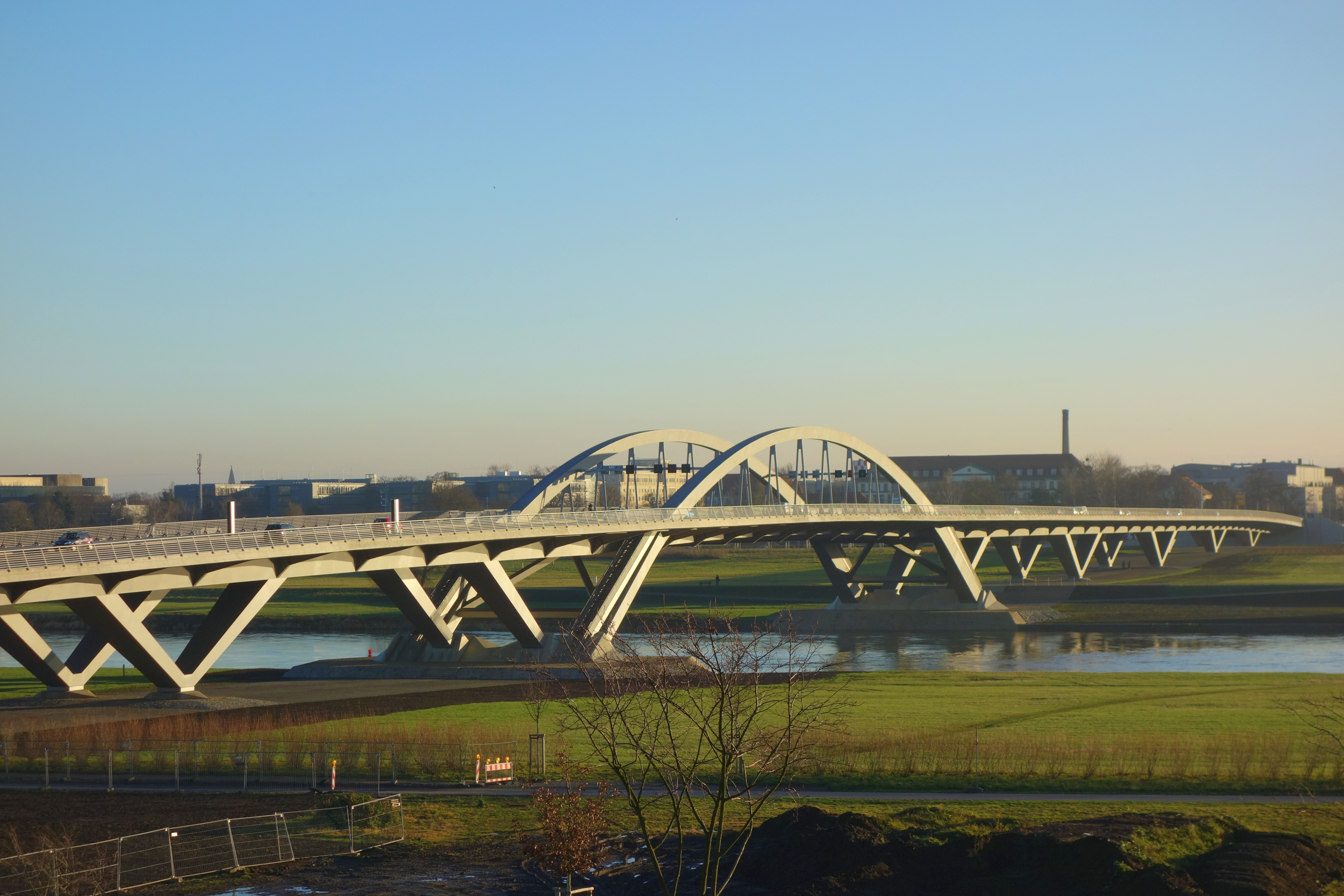
Waldschlößchenbrücke přes Labské údolí v Drážďanech

- Golden Gate Bridge v San Francisku
- Galatský most
- Iron Bridge v Anglii (nejstarší železný most)
- Most Akaši-Kaikjó
- Most přes Velký Belt
- Most Slovenského národného povstania v Bratislavě
- Pelješacký most v Chorvatsku
- Pont Neuf v Paříži
- Ponte di Rialto v Benátkách
- Stari most v Mostaru, Bosna a Hercegovina
- Svinesundský most
- Tower Bridge v Londýně
- Viadukt Millau